# Buena Vista, Tierra Blanca
Buena Vista är en ort i Mexiko.   Den ligger i kommunen Tierra Blanca och delstaten Veracruz, i den sydöstra delen av landet, 290 km öster om huvudstaden Mexico City. Buena Vista ligger 133 meter över havet och antalet invånare är 141.
Terrängen runt Buena Vista är huvudsakligen platt, men åt sydväst är den kuperad. Terrängen runt Buena Vista sluttar österut. Runt Buena Vista är det ganska tätbefolkat, med 65 invånare per kvadratkilometer. Närmaste större samhälle är Cosolapa, 18,1 km väster om Buena Vista. Trakten runt Buena Vista består till största delen av jordbruksmark.